# MOJ

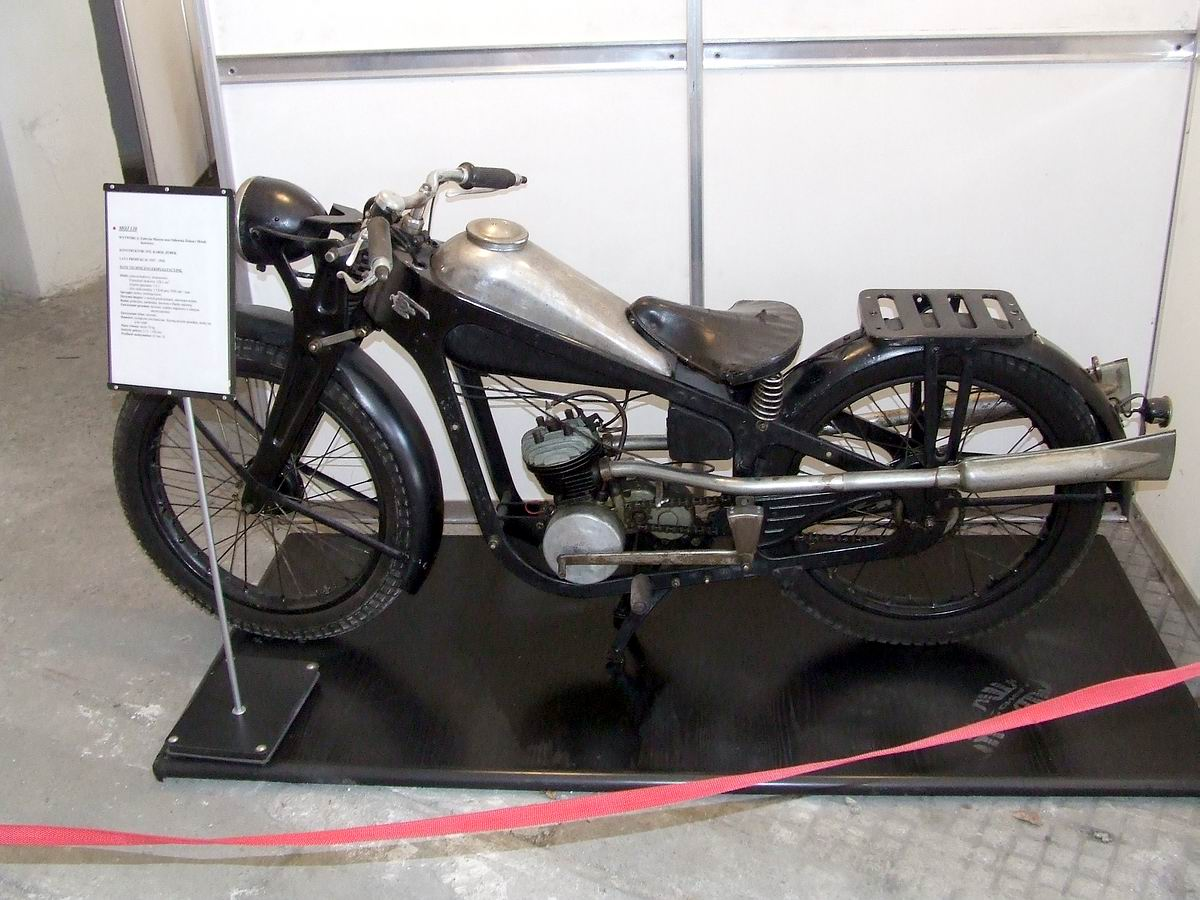
MOJ 130

MOJ is een historisch merk van motorfietsen uit Polen uit de periode 1937 tot 1939. Moj werd geproduceerd door de Fabryka Maszyn Oraz Odlewnia Zelaza i Metali, Ing. Gustav Rozycky, Katowice. 
De MOJ’s hadden motortjes van 98 en 147 cc. Waarschijnlijk is dit dezelfde fabriek die ook onder de naam Moy bekend is.